# Amari Egadse
Amari Egadse (georgisch ამარი ეგაძე; * 1939) ist ein ehemaliger sowjetischer Ringer aus Georgien. Er war Vizeweltmeister 1965 im Bantamgewicht.

## Werdegang
Egadse begann als Jugendlicher mit dem Ringen, wurde nach ersten nationalen Erfolgen an das Ringerzentrum in Tiflis delegiert. Dort entwickelte er sich zu einem hervorragenden Ringer im griechisch-römischen Stil. 1960 gelang ihm mit dem 3. Platz erstmals eine Platzierung unter den drei ersten Siegern bei der sowjetischen Meisterschaft im Bantamgewicht. Nur Weltmeister Oleg Karawajew und Olympiasieger Boris Gurewitsch landeten vor ihm. Es erfolgten dann mehrere Starts in Länderkämpfen und, nachdem er 1962 sowjetischer Meister geworden war, sein Einsatz bei der Weltmeisterschaft in Toledo/USA. Dort gewann er vier Kämpfe, unterlag aber im Entscheidungskampf dem Japaner Masamitsu Ichiguchi und kam auf den 2. Platz. 
In den nächsten Jahren konnte er sich bei der enorm starken Konkurrenz in der Sowjetunion nicht mehr im Vorderfeld der Landesmeisterschaften platzieren und kam deswegen vorerst auch zu keinen weiteren internationalen Einsätzen mehr. 1965 jedoch schaffte er wieder die Qualifikation für die Weltmeisterschaft in Tampere/Finnland. Dort enttäuschte Amari aber, denn er verlor seine beiden ersten Kämpfe gegen Raimo Taskinen aus Finnland und Fritz Stange aus der Bundesrepublik Deutschland und schied schon nach der 2. Runde aus. Da dem sowjetischen Ringerverband in Armais Sajadow, Rustem Kasakow, Sergei Rybalko, Wladlen Trostjanski und Iwan Kotschergin eine ganze Reihe von Weltklasseringern in der Bantamgewichtsklasse zur Verfügung stand, kam Amari Egadze danach bei internationalen Meisterschaften zu keinen weiteren Einsätzen mehr.

### Internationale Erfolge
(WM = Weltmeisterschaft, GR = griech.-röm. Stil, Ba = Bantamgewicht, damals bis 57 kg Körpergewicht)
- 1962, 2. Platz, WM in Toledo/USA, GR, Ba, mit Siegen über Jorge Mendoza, Guatemala, Michel Nakouzi, Libanon, Ion Cernea, Rumänien u. János Varga, Ungarn u. einer Niederlage gegen Masamitsu Ichiguchi, Japan;

- 1965, 2. Platz, "Iwan-Podubbny"-Turnier in Moskau, GR, Ba, hinter Armais Sajadow u. vor Sergei Rybalko, bde. UdSSR;

- 1965, 14. Platz, WM in Tampere, GR, Ba, nach Niederlagen gegen Raimo Taskinen, Finnland u. Fritz Stange, BRD;

### Länderkämpfe
- 1960, UdSSR gegen BRD, GR, Ba, Punktsieg über Ewald Tauer,
- 1961, Polen gegen UdSSR, GR, Ba, Punktniederlage gegen Bernard Knitter,
- 1961, Polen gegen UdSSR, GR, Ba, Punktsieg über Korzen